# Monget
Monget é uma comuna francesa na região administrativa da Nova Aquitânia, no departamento Landes. Estende-se por uma área de 5,67 km². Em 2010 a comuna tinha 90 habitantes (densidade: 15,9 hab./km²).